# Josef C. Neckermann
Die Josef C. Neckermann – GmbH & Co KG war eine in Familienbesitz befindliche deutsche Unternehmensgruppe mit Hauptsitz in Würzburg (Bayern). Geschäftsfelder waren der Brennstoffhandel, der Handel mit Rohstoffen für die Biodieselproduktion, die Biodieselproduktion selbst sowie die Entwicklung von dazu benötigten Handels- und Industrieimmobilien. Eigentümer waren Mitglieder einer Linie der Unternehmerfamilie Neckermann. Persönlich haftender Gesellschafter ist die Neckermann-Brennstoffe GmbH, Würzburg (Geschäftsführerin bis 9. März 2009: Marlene Neckermann, ab 9. März 2009: Dieter Heisig).
Am 16. Januar 2013 wurde die Eröffnung des Insolvenzverfahren mangels Masse abgelehnt, die Gesellschaft ist aufgelöst.

## Geschichte
Das Unternehmen J.C. Neckermann wurde 1895 als Kohlenhandlung gegründet. Der damals 23-jährige Gründer Josef Carl Peter Neckermann (1868–1928), Vater des deutschen Kaufmanns  und Dressurreiters Josef Neckermann (1912–1992; Neckermann Versand, Neckermann Warenhaus, Neckermann Reisen), wollte das Metzgergeschäft seines Vaters Peter Neckermann (1842–1902) nicht fortführen und ließ sich sein Erbe vorzeitig auszahlen.
Er zog nach Würzburg und gründete dort eine Kohlenhandlung und eine eigene Reederei zum Kohlentransport auf dem Main.
J.C. Neckermann baute seine Kohlenhandlung in der Folge zu einem Unternehmen mit 80 Mitarbeitern aus, das Großkunden wie die Königlich Bayerische Staats-Eisenbahnen und nach Ende des Ersten Weltkrieges auch die Deutsche Reichsbahn belieferte und an zahlreichen anderen Firmen beteiligt war. Daneben erwarb er mehrere Häuser in Würzburg sowie Anteile am Bayerischen Staatsanzeiger sowie der Frankfurter Zeitung. Aufgrund seines Besitzes und seiner Beziehungen in Wirtschaft und Politik wurde er als der „Rockefeller von Würzburg“ betitelt.
Nach dem Tod J.C. Neckermanns 1928 trat zunächst der älteste seiner beiden Söhne, der spätere Versandhausgründer Josef Neckermann, in die Geschäftsführung ein und erweiterte das Handelsnetz. Nach Ende des Zweiten Weltkrieges musste das zerstörte Unternehmen neu aufgebaut werden, zunächst mit Importkohle aus England. 1948 übernahm Josef Neckermanns Bruder Walter (1914‒1972) die Leitung und baute das Unternehmen stark aus. Als er 1972 starb, übernahm seine Witwe Elsa die Geschäfte. In dieser Zeit kam zu den Geschäftsfeldern des Unternehmens der Heizöl-Vertrieb hinzu. 1995 übergab Elsa Neckermann den Besitz und die Führung des Unternehmens an ihre Tochter Marlene Neckermann (* 1944). Mit ihrem Lebensgefährten Dieter Heisig (* 1942), beide branchenfremde Quereinsteiger, strukturierte diese das Unternehmen um. 1996 wurde eine erste Tankstelle für Biodiesel eröffnet. 1999 ging J.C. Neckermann eine strategische Partnerschaft mit dem französischen Mineralölkonzern Elf Aquitaine ein: das Endverbrauchergeschäft wurde ausgegliedert. In Bosnien-Herzegowina wurde eine Niederlassung zur Sanierung der Tankanlagen des Flughafens Sarajevo gegründet. Im Rahmen der Aktion „Oil for democracy“ lieferte J.C. Neckermann im Auftrag der Europäischen Kommission Schweröl an 300 von der Opposition zur Milošević-Regierung kontrollierte Städte in Serbien, nach dessen Sturz auch an das Hauptheizwerk in Belgrad, 2001 Bitumen für den Straßenbau nach Ex-Jugoslawien.
Im Oktober 2004 ging eine erste Biodieselanlage in Halle (Saale) in Betrieb, 2005 bis 2007 wurde am Hafen von Enns die größte Biodieselanlage Österreichs gebaut. 2005 wurde die operative Holding GATE gegründet, in die die Familie Neckermann ihr Biodiesel-Geschäft gemeinsam mit dem Schweizer Finanzinvestmentunternehmen Fortune Management einbrachte. Ab 2006 baute die neu gegründete GATE-Tochtergesellschaft Neckermann Renewables in der Lutherstadt Wittenberg das dritte Biodiesel-Werk mit Rapssilos und Ölmühlen, Deutschlands erste integrierte Biodiesel-Anlage.
2006 erhielt die Biodiesel Enns den Nachhaltigkeitspreis „Regional Energy Globe Spezial Österreich (Oberösterreich)“, 2007 wurde Dieter Heisig, CEO der GATE-Gruppe, als „Pionier des Biodiesels der ersten Stunde“ der erste deutsche „ÖkoGlobe“, ein von den DEVK Versicherungen und dem Automobil-Club ACV verliehener Umweltpreis, in der Kategorie Personen verliehen.
Im April 2008 musste über die Biodiesel Enns das Insolvenzverfahren eröffnet werden. Im Zuge dieses Verfahrens wurde die komplette GATE-Gruppe im Juli 2008 durch ein Konsortium aus internationalen Investoren (zu 95 %) und dem Management (zu 5 %) übernommen, um eine Restrukturierung und Sanierung durchzuführen.
Unter Leitung von Martin Richard Kristek von November 2008 bis April 2011 erweiterte das Unternehmen sein Angebot um die Stromlieferung an Endkunden. 2010 versuchte man auch einen Einstieg in den Strommarkt für Elektroautos, gab dieses Projekt jedoch nach einem halben Jahr wieder auf. Kristek brachte daraufhin im November 2011 mit Care-Energy sein eigenes Stromprodukt an den Markt.

### Beteiligungen
Mitglieder der Familie Neckermann (Marlene Neckermann, ihr Mann Dieter Heisig und ihr Sohn Philip Neckermann (* 1982)) brachten ihre Biodiesel-Aktivitäten in die neugegründete GATE-Gruppe (Global Alternative Energy) in Höhe einer Minderheitsbeteiligung von insgesamt 35 % ein, der Finanzinvestor Fortune Management Inc. war zunächst mit 65 % mehrheitlich beteiligt. Die GATE-Gruppe gehört zu den größten Anbietern von Biodiesel im Markt für B5-Beimischungen (5 % Biodiesel-Anteil) in Europa. Sie kauft die zur Produktion benötigten Rohstoffe von landwirtschaftlichen Großhändlern und betreibt neben drei Biodiesel-Produktionsanlagen in Enns (Österreich), Halle (Saale) (Deutschland) und Wittenberg (Deutschland) eine eigene Ölmühle sowie ein eigenes Tanklager. Die Anlagen haben eine Jahreskapazität von insgesamt rund 370.000 Tonnen Biodiesel, rund 220.000 Tonnen Roh-Rapsöl, rund 300.000 Tonnen Rapsschrot als Tierfuttermittel und rund 40.000 Tonnen Pharmaglycerin. Beliefert werden vor allem Großkunden.
Die Gesellschaften bzw. Beteiligungen der GATE-Gruppe sind (Stand August 2008):
- GATE Global Alternative Energy Holding AG, administrativer Hauptsitz in Zug, Schweiz
- GATE Financial Services AG, Zug, Schweiz
- GATE Global Alternative Energy Germany GmbH, Wittenberg, Deutschland (im Agrochemiepark Piesteritz)
- Neckermann Renewables GmbH, Wittenberg
- Neckermann Renewables Wittenberg GmbH, Wittenberg (Biodiesel-Produktionsanlage mit Ölmühlen): im Oktober 2004 gegründet, zum Zeitpunkt ihrer Inbetriebnahme die weltgrößte voll integrierte Biodiesel-Raffinerie (Kapazität: 200.000 Jahrestonnen). Im Februar 2008 wurde die Produktion in Wittenberg aufgrund veränderter, kaum kostendeckender Marktlage zeitweise unterbrochen und Kurzarbeit angemeldet.
- JCN Neckermann Biodiesel GmbH, Halle (Saale), Ortsteil Trotha (Biodiesel-Produktionsanlage)
- Biodiesel Enns GmbH & Co. KG, Enns (Biodiesel-Produktionsanlage): Diese Gesellschaft gehörte ursprünglich zu 51 Prozent der Neckermann Renewables GmbH, einer 100 %-Tochter der GATE-Gruppe. Die anderen 49 % gehörten der „Invest Unternehmensbeteiligungs Aktiengesellschaft“ („Invest AG“), einer Tochtergesellschaft der Raiffeisenlandesbank Oberösterreich. Von April 2005 bis April 2007 errichteten die beiden Kooperationspartner in Enns die größte Biodiesel-Anlage Österreichs mit einer Produktionskapazität von gut 100.000 t (124 Mio. l/Jahr) auf Basis von Rapsöl, was etwa ein Drittel des österreichischen Biodiesel-Bedarfs entspricht. Nur 10 % des Rapses konnten jedoch aus Österreich gesichert werden, der Rest sollte daher aus Ungarn und Tschechien kommen, weshalb in Ungarn auch eine eigene Rapsmühle errichtet werden sollte. Hauptabnehmer sollte der Mineralölkonzern OMV AG und kleine Tankstellenketten sein. Aufgrund stark gestiegener Preise kam es zu Problemen mit der Rohstoffsicherung, Kostensteigerungen beim Anlagenbau sprengten den Finanzierungsplan. Daher konnte die Anlage nur kurz im Jahr 2007 in Betrieb gehen; am 16. April 2008 wurde über die Biodiesel Enns das Insolvenzverfahren eröffnet. Mit Verbindlichkeiten von 46,4 Mio. Euro bzw. Gläubigerforderungen von 63,2 Mio. Euro handelte es sich um den seit Jahren größten Konkurs in Oberösterreich.[7][8][9][10][11][12][13]

Nach der Insolvenz der Biodiesel Enns wurde die komplette GATE-Gruppe im Juli 2008 durch ein Konsortium aus internationalen Investoren (zu 95 %) und dem Management (zu 5 %) übernommen, um eine Umstrukturierung und Sanierung durchzuführen. Die Biodieselanlage in Enns soll verkauft werden, die GATE-Gruppe soll zu einem Lohnfertiger für andere Unternehmen im Bereich Ölsaatenverarbeitung, Biodiesel und koscheres Pharmaglyzerin werden.

### Auflösung und Löschung
Für die o. a. JCN Neckermann Biodiesel GmbH wurde ein Antrag auf Eröffnung des Insolvenzverfahrens gestellt. Laut öffentlicher Bekanntmachung am 26. Juni 2009 ist gegen die Antragstellerin die vorläufige Verwaltung des Vermögens der Antragstellerin angeordnet worden, die letzten Handlungen sind vom 6. März 2012 veröffentlicht (Geschäfts-Nr.: 59 IN 527/09 beim Amtsgericht Halle).
2013 wurde das Unternehmen aufgelöst, die persönlich haftende Gesellschafterin Neckermann Energie GmbH existiert weiterhin und setzte ihren Geschäftsschwerpunkt auf den Bereich Erneuerbare Energien.
Im Jahr 2019 wurde durch das Registergericht von Amts wegen nach § 394 FamFG die endgültige Löschung wegen Vermögenslosigkeit aus dem Handelsregister beantragt. Die Löschung erfolgte am 19. August 2020.